# Gestion prévisionnelle des emplois et des compétences
 (avril 2019).
- Si vous ne connaissez pas le sujet, laissez ce bandeau (vous pouvez alors contacter les auteurs).
- Si vous supprimez le contenu mis en cause (vous pouvez préalablement contacter les auteurs),

argumentez précisément cette suppression dans la page de discussion
(un manque de référence n'est pas un argument ; une recherche réelle de référence doit avoir été effectuée, être formellement documentée).
La gestion prévisionnelle de l’emploi et des compétences (GPEC) (en anglais, strategic workforce planning)  est une gestion anticipative et préventive des ressources humaines, en fonction des contraintes de l’environnement et des choix stratégiques de l’entreprise. Il s’agit également, en France, d’une obligation de négociation triennale qui doit permettre d'éviter les restructurations brutales.
En France, selon la délégation générale à l'emploi et à la formation professionnelle (DGEFP), depuis 2005, plus de 279 accords de GPEC ont été conclus. Ils concernent aujourd'hui[Quand ?] près de 700 000 salariés.[réf. nécessaire] En 2020, la GPEC était le thème spécifique de trois accords de branche et plus de 300 accords d'entreprise ; c'était aussi un thème cité dans trois autres accords de branche.
En France, on tend à utiliser le sigle GEPP (Gestion des emplois et des parcours professionnels) dans le même sens,.

## La loi
Selon la loi du 18 janvier 2005 dite « Loi Borloo », dans l'article L.2245-15 du code du travail, il devient obligatoire pour les entreprises elles-mêmes ou celles qui appartiendraient à un groupe de plus de 300 salariés ou à une organisation à dimension communautaire de plus de 150 salariés, de négocier tous les 3 ans sur les modalités d’information et de consultation des institutions représentatives du personnel mais aussi sur la stratégie de l’entreprise et sur les effets prévisibles sur l’emploi et les salaires, particulièrement des séniors.

## Définition
En se référant au rapport d'Henri Rouilleault publié le 1er août 2007, on peut, à la suite de Thierry et Sauret (voir section Bibliographie), définir la GPEC comme :
- une gestion anticipative et préventive des ressources humaines,
- visant à  détecter et à résoudre en  amont des questions relatives à l’évolution  des métiers, des emplois et des compétences,
- en fonction des contraintes de l’environnement de l’entreprise, ou du groupe, et de ses choix stratégiques,
- adaptée aux spécificités de l’entreprise, ou du groupe, aux enjeux de ses acteurs, et proportionnée à ses ressources,
- outil de gestion impliquant les responsables opérationnels et l’encadrement de proximité, et outil de dialogue social avec les représentants du personnel,
- dispositif comportant un volet collectif sur la prospective des métiers, des emplois et des compétences, et la définition des règles et moyens facilitant l’ajustement des besoins et ressources, et un volet individuel pour aider chaque salarié à être acteur de son  parcours professionnel,
- mettant en cohérence les différents processus de gestion des ressources humaines (échanges avec les syndicats et les IRP, formation, mobilité, recrutement...), avec des rendez-vous annuels ou à la demande, et des moyens dédiés pour l’ensemble des salariés ou pour certaines catégories d’activités et d’emplois (en développement, fragilisés, avec un enjeu de transmission des compétences…),
- démarche permanente d’anticipation  des besoins et de prévention des risques, distincte des plans de sauvegarde de l’emploi, qui sont ponctuellement mis en place de façon curative par les directions face à des menaces avérées ou proches, et dont elle ne constitue ni l’antichambre ni l’antidote.

La loi (en France: no 2005-32) est en accord avec les mesures concernant la « formation tout au long de la vie » promulguées en 2004 et avec celles, inscrites au code du travail, concernant le plan de sauvegarde de l'emploi (PSE), puisque ces dispositifs ont pour finalité première d’éviter les licenciements économiques ou d’en limiter le nombre. L’entreprise se trouve aujourd’hui confrontée à des changements multiples qu’elle doit anticiper si elle veut poursuivre son développement dans son environnement économique et social en continuelle mutation.  
Si l'obligation de faire de la gestion prévisionnelle des emplois et des compétences est ancienne (article L.2323-56 du code du travail ou encore article L.1233-4), la loi de cohésion sociale a cherché à faire de la GPEC un objet de dialogue social en créant cette obligation triennale de négociation.

## Description générale

### Étapes
1. Formaliser la démarche stratégique ;
  - faire un diagnostic sur l'organisation et les compétences - clés ;
  - définir les orientations ;
2. Construire la démarche de GPEC ;
  - fixer les objectifs à atteindre ;
  - identifier les métiers de l'entreprise (faire les référentiels des métiers ou des emplois) ;
  - décider des règles d'évolution professionnelle et de reconnaissance ;
  - négocier avec les partenaires sociaux ;
3. Déployer la démarche de GPEC ;
  - préparer l'encadrement ;
  - diffuser l'information et faire réagir ;
  - évaluer et reconnaître les compétences des salariés ;
  - traiter les écarts (développement, formation, mobilité) ;
4. Mesurer les résultats et ajuster l’obligation d'instauration d'une GPEC pèse en France sur les sociétés ou groupes de sociétés employant au moins 300 salariés et sur les entreprises de dimension communautaire employant au moins 150 salariés en France.

### Avantages
- Meilleure anticipation de l’adaptation des compétences aux emplois ;
- Meilleur calibrage des postes et des niveaux de rémunération adaptés ;
- Meilleure maîtrise des conséquences des changements technologiques et économiques ;
- Meilleure synthèse entre facteurs de compétitivité, organisation qualifiant et développement des compétences des salariés ;
- Meilleure gestion des carrières ;
- Réduction des risques liés aux déséquilibres ;
- Meilleures sélections et programmations des actions d’ajustement nécessaire.

## Aides de l’État pour la mise en œuvre d'une GPEC
Le gouvernement souhaitant inciter les acteurs économiques à anticiper les restructurations et favoriser la reconversion des emplois menacés, à cette fin, par le projet de Loi de Financement de la Sécurité Sociales crée un cadre fiscal et social plus favorable aux accords de la GPEC, par le biais d’une exonération des indemnités de départ volontaire versées aux salariés ayant retrouvé un emploi stable ou crée ou repris une entreprise dans la limite de 4 fois le plafond de la sécurité sociale. Ce dernier point est modifié par la loi de finance 2011, laquelle prévoit dans son article 199, l'abrogation de l'exonération sociale et fiscale applicable aux indemnités de départ volontaires versées dans le cadre d’un accord de gestion prévisionnelle des emplois et des compétences (GPEC).
De plus, le décret no 2007-101 du 25 janvier 2007 relatif au dispositif d’aide au conseil aux entreprises pour l’élaboration de plans  de gestion prévisionnelle des emplois et des compétences précise les dispositifs des aides octroyées aux PME pour mettre en place des actions de GPEC pour les entreprises de moins de 300 salariés. Elles ont la possibilité d’obtenir une aide à l’élaboration du diagnostic d’entreprise. Ce dispositif vise à inciter et à aider les entreprises, particulièrement les PME, à développer et organiser les actions d’anticipation en matière de gestion des ressources humaines.
En outre, la circulaire du 29 mars 2004 précise les dispositifs des aides octroyées aux PME pour mettre en place des actions de GPEC dans les entreprises de moins de 300 salariés. Elles ont la possibilité d’obtenir une aide à l’élaboration du diagnostic d’entreprise, de plan de redressement et plan social, pour les entreprises rencontrant des difficultés économiques pouvant conduire à des licenciements.
Par conséquent, ces dispositifs s’inscrivent dans les objectifs du plan national d’action pour l’emploi de la France et répondent tout particulièrement à deux enjeux actuels majeurs qui guident la politique pour l’emploi en direction des entreprises : l’accompagnement et l’anticipation des mutations économiques et la meilleure gestion des âges.
La GPEC devient donc une obligation juridique permanente mais elle est avant tout un outil de développement indispensable à toutes les entreprises.

## GPEC et procédure de licenciement collectif
Après l'instauration d'une obligation de négociation de GPEC, beaucoup de syndicats ont saisi des tribunaux en arguant que le défaut de GPEC rendait la procédure de licenciement collectif et le PSE caducs. 
Les décisions des différents tribunaux divergèrent concernant le lien entre  GPEC et PSE, avant que la cour de cassation ne tranche dans un arrêt de sa chambre sociale en date du 30 septembre 2009 en posant que la procédure de licenciement collectif n'est pas caduque quand bien même l'employeur n'aurait pas respecté son obligation de négociation d'une GPEC.
- CA Paris, 7 mars 2007 : Pour cette dernière, une négociation sur la GPEC doit intervenir avant la mise en œuvre d’une réorganisation et d’une procédure de licenciement collectif. On peut donc en déduire que l’employeur ne saurait établir un plan de sauvegarde de l’emploi sans avoir préalablement engagé cette négociation et sans avoir respecté son obligation annuelle de consulter le comité d’entreprise sur la politique de l’emploi. Le manquement à ses obligations constitue un trouble manifestement illicite justifiant que soit demandée devant le juge de référé la suspension de la procédure d’information consultation du comité d’entreprise.
- CA Versailles, 15 novembre 2006: Contrairement à la jurisprudence ci-dessus, cette dernière a porté un jugement tout autre sur l’articulation des deux notions. En effet, cette dernière répond par la négative concernant la question de savoir si la négociation sur la GPEC est un préalable obligatoire ou non à l’engagement de la procédure de licenciement collectif. Dès lors, cette dernière refuse la possibilité aux organisations syndicales d’obtenir la suspension de la procédure de licenciement au motif que le chef d’entreprise n’a pas ouvert la négociation sur la GPEC.
- Soc., 30 septembre 2009: « Mais attendu, d'abord, que la cour d'appel a exactement décidé que la régularité de la consultation du comité d'entreprise sur un projet de licenciement économique n'est pas subordonnée au respect préalable par l'employeur de l'obligation de consulter le comité d'entreprise sur l'évolution annuelle des emplois et des qualifications prévue par l'article L. 2323-56 du code du travail ni de celle d'engager tous les trois ans une négociation portant sur la gestion prévisionnelle des emplois et des compétences imposée par l'article 2242-15 du même code. »

## Description détaillée

### Mise en œuvre
Il est nécessaire de suivre cette démarche de mise en œuvre :
- identification précise du ou des problèmes à résoudre : la démarche ne peut être engagée qu’après avoir identifié précisément les problématiques à traiter (problème de fidélisation des salariés, de qualification, de recrutement ou de gestion des départs…) ;
- définition des objectifs clairs : l’entreprise doit exprimer explicitement ses attentes vis-à-vis de la GPEC et doit fixer des objectifs de résultats clairs, si possible, quantifiables et mesurables (par exemple, diminuer de 5 % le turn over) ;
- acceptation de la démarche par les salariés de l’entreprise : la GPEC doit être comprise et portée par les membres de l’entreprise. En d’autres termes, elle doit être expliquée aux salariés afin d’obtenir leur adhésion à la démarche, indispensable au déroulement de l’action. À cet effet, une démarche de communication doit être menée auprès des acteurs clés de l’action. Elle doit avoir lieu avant, pendant et en fin de processus ;
- suivi et évaluation : un suivi régulier doit être mis en place tout au long du processus. Le conseiller externe qui réalise la GPEC doit fréquemment faire part de l’avancée des travaux au référent de l’entreprise. Cela permet d’impliquer pleinement l’entreprise et d’effectuer, éventuellement, des réajustements si besoin.

La négociation porte obligatoirement sur :
- les modalités d’information et de consultation du comité d’entreprise sur la stratégie de l’entreprise et ses effets prévisibles sur l’emploi et sur les salaires ;
- la mise en place d’un dispositif de GPEC ainsi que les mesures d’accompagnement susceptibles de lui être associées, en particulier de formation, de VAE, de bilan de compétences et d’accompagnement de la mobilité professionnelle et géographique des salariés.

De plus, la négociation peut porter sur la procédure d’information et de consultation du comité d’entreprise en cas de licenciement collectif et sur le plan de sauvegarde de l’emploi qui l’accompagne (voir accord de méthode). L'expression anglaise est manpower planning ou workforce planning.

### Étapes
La mise en place d’une GPEC suppose d’en maîtriser la méthodologie, les outils, mais aussi les enjeux juridiques, sociaux et économiques. Dans cet article, nous allons vous décrire les principaux leviers, outils et étapes de la mise en place d’une GPEC.

#### Cadrage et mise en place
Comme toute démarche de grande envergure, la mise en place d’une GPEC doit comporter une phase d’avant-projet. Il s’agit avant tout de formaliser le projet de l’entreprise en se mettant d’accord sur le périmètre du projet, ses objectifs, ses priorités et son calendrier de mise en œuvre.
Pour définir les objectifs, il sera également nécessaire d’effectuer une analyse de l’environnement concurrentiel de l’entreprise ainsi que des projections sur l’évolution possible de l’entreprise (diversification, recrutement, nouvelles parts de marchés ou encore nouveau site de production par exemple).

#### Cartographie des métiers et des compétences
Une fois ce premier cadrage effectué, il sera nécessaire d’établir une cartographie fine des métiers et des compétences disponibles au sein de l’entreprise. Chaque métier sera ainsi défini dans une fiche métier, avant d’être décliné dans des fiches de poste, qui sont cette fois-ci véritablement représentatives des fonctions exercées par les salariés au sein de l’entreprise. Les fiches de poste, beaucoup plus détaillées que les fiches métiers, permettent de recenser l’ensemble des missions et des activités qui doivent être réalisés sur un poste ainsi que les compétences (savoirs, savoir-faire et savoir-être) nécessaires. Les fiches de poste sont généralement nominatives.
Pour suivre l’évolution des compétences de ses salariés, l’entreprise va également mettre en œuvre un référentiel de compétences, à partir des compétences listées dans les fiches de poste. Ce référentiel regroupe toutes les compétences de l’entreprise, organisées par grands domaines. Il permet de définir des niveaux de compétences génériques et des niveaux de compétences spécifiques, et de déterminer les compétences requises pour un emploi en particulier. Ces compétences pourront également permettre de rédiger une fiche passerelle des mobilités. Cette fiche permettra grâce aux compétences, d’indiquer si la mobilité vers un autre poste peut être faite à long ou moyen terme et quelles seraient les compétences à développer pour atteindre un autre métier. C’est un outil très important dans la Gestion Prévisionnelle des Emplois et des Compétences car il permet de connaitre rapidement les mobilités fonctionnelles ou hiérarchiques entre les postes.

#### Analyser les écarts
Une fois les métiers et les compétences de l’entreprise identifiés et listés, il s’agira de mesurer les écarts entre la situation actuelle de l’entreprise, ce dont elle dispose en matière d’effectifs et de compétences, et la situation souhaitable, c’est-à-dire, les objectifs et les besoins futurs de l’entreprise, tels qu’ils ont été identifiés lors du cadrage et de la mise en place.

#### Mettre en place un plan d’action
Des mesures correctives devront alors être envisagées pour permettre un ajustement de ces écarts. Il s’agira d’identifier les populations prioritaires, définir des parcours d’évolutions, identifier les formations associées et de mettre en œuvre un accompagnement des salariés, à court et à moyen terme.
Différents plans d’action pourront alors être envisagés, avec le recours à des leviers tels que :
- le recrutement ;
- la formation ;
- la mobilité interne ;
- le plan de professionnalisation ;
- l’organisation du travail.

#### Mesurer les résultats
Enfin, pour une démarche pérenne de la GPEC, il s’agira de mesurer les résultats afin de recadrer périodiquement les objectifs et le périmètre du projet. Il faudra alors prendre en compte les résultats obtenus, mesurer le retour sur investissement, et travailler à la détection des souhaits d’évolutions et des potentiels.
Toutes les actions menées doivent donc disposer d’un suivi et d’une évaluation. La mesure des résultats permettra également de mettre en place une communication sur les actions réalisées, propre à encourager les actions de GPEC et à faire vivre la démarche selon un processus itératif et continu.
Ainsi, la mise en place d’une GPEC repose sur un certain nombre d’étapes et de principes clés : l’identification des objectifs stratégiques de l’entreprise :
- l’élaboration de prospectives et de scénarios quant à l’évolution des besoins de l’entreprise en matière d’effectifs et de compétences ;
- la mise en place d’outils tels que des référentiels de compétences, fiches de postes, fiches métiers, l’identification des écarts entre les besoins et la situation actuelle de l’entreprise ;
- la mise en place de plans d’action visant à résorber ces écarts ;
- la mesure des résultats obtenus par toutes ces démarches.

Pour mener à bien toutes ces actions, il sera nécessaire pour la DRH de s’assurer du soutien inconditionnel de la direction, d’effectuer toutes ces démarches en parfaite adéquation avec la politique RH globale de l’entreprise, et de prévoir de fréquents plans d’actions pour s’assurer de la compréhension du dispositif par l’ensemble des collaborateurs.